# Frullania
Frullania Raddi, 1801 è un genere di epatiche della famiglia Jubulaceae.